# Muscidora tricolor
Muscidora tricolor är en skalbaggsart som beskrevs av Thomson 1864. Muscidora tricolor ingår i släktet Muscidora och familjen långhorningar. Inga underarter finns listade i Catalogue of Life.